# 3-й гусарський полк (Австро-Угорщина)
3-ий гусарський полк — полк цісарсько-королівської кавалерії Австро-Угорщини.
Повна назва: K.u.k. Husaren-Regiment «Graf von Hadik» Nr. 3
Дата утворення — 1702 рік.
Почесний шеф — граф Андраш фон Хадік.

## Склад полку
Набір рекрутів
Національний склад полку (липень 1914) — 68% угорців та 32% інших.
Мови полку (липень 1914) — угорська.

## Інформація про дислокацію

### Перша світова
- 1914 рік — у гарнізоні Кррнштадта (тепер Брашов у Румунії).[4] .
.
- 1914 — входить до складу VII корпусу, 2 кавалерійської дивізії, 16 Бригада кавалерії

## Командири полку
- 1859: Фрідріх Рупхерт фон Фіртсолог[5]
- 1865: Юліус фон Ґрадволь[6]
- 1879: Теодор Ґальґочи де Ґаланта[7]
- 1908: Петер Арнольд[8]
- 1914: Фрідріх фон Кірш[9]